# Marie Garnier
Pour les articles homonymes, voir Garnier.
Marie Garnier, née le 10 avril 1962 à Berne (originaire de Saignelégier), est une personnalité politique suisse, membre des Verts.
Elle est conseillère d'État du canton de Fribourg de 2012 à avril 2018, à la tête de la Direction des institutions, de l'agriculture et des forêts. Elle est la première femme verte membre du gouvernement fribourgeois.

## Biographie

### Origines, famille et études
Marie Garnier naît le 10 avril 1962 à Berne. Elle est originaire de Saignelégier, dans le canton du Jura. Son père, Bernard Garnier, est médecin et député radical au Conseil général (législatif) de la ville de Fribourg ; sa mère, née Thérèse Jude, est infirmière.
Elle suit sa scolarité à Fribourg et obtient sa maturité gymnasiale de type A (latin-grec) en 1981 au Collège Saint-Michel. Après un apprentissage agricole d'une année, elle étudie à l'École polytechnique fédérale de Zurich, où elle obtient un diplôme d'ingénieur agronome en 1987.
Elle est en couple avec l'ingénieur et conseiller général (législatif) vert de Villars-sur-Glâne Olivier Overney jusqu'au décès de ce dernier en 2019,,,. Elle est mère de deux enfants et habite à Grandson, dans le canton de Vaud.

### Parcours professionnel
Elle travaille au terme de ses études une année comme professeur assistant à l'Institut agricole de Grangeneuve, puis pour un bureau d'études en écologie appliquée à Fribourg jusqu'en 1996. L'année suivante, elle est nommée directrice du Centre Pro Natura de Champ-Pittet. Elle exerce cette fonction jusqu'à son accession au gouvernement fribourgeois,. Elle est en parallèle membre de la Commission fédérale Nature et paysage de 1992 à 1998 et de la Commission fribourgeoise pour la protection de l’environnement, la nature et le paysage de 1995 à 2011.
En octobre 2020, elle est nommée directrice de l'association laitière suisse romande Prolait avec effet au 1er janvier 2021.

### Parcours politique
Son premier mandat est à l'Assemblée constituante (élection sur la Liste citoyenne), où elle siège de 2000 à 2004. Elle y préside la commission « Églises reconnues et autres communautés religieuses, associations, partis politiques ». Deux ans plus tard, elle est élue au Conseil communal (exécutif) de Villars-sur-Glâne (sur la liste socialiste en l'absence de liste des Verts) ; elle y est réélue en 2011, cette fois sur la liste écologiste.
Cette même année, elle se porte candidate au Conseil d'État. Alors que ses chances sont jugées faibles, elle crée la surprise en terminant sixième du premier tour. Elle confirme au second tour, le 4 décembre 2011, en terminant au cinquième rang, devant la sortante socialiste Anne-Claude Demierre et le nouveau candidat libéral-radical Maurice Ropraz. Son élection en remplacement de l'indépendant Pascal Corminboeuf permet à la gauche et aux femmes d'occuper trois sièges sur sept au sein du collège gouvernemental,. Première femme verte membre du gouvernement fribourgeois, elle prend la tête de la Direction des institutions, de l'agriculture et des forêts. Elle est élue fin 2015 présidente du gouvernement pour l'année 2016, mais pour quelques voix et seulement au deuxième tour de scrutin (« Du jamais-vu de mémoire de politicien fribourgeois »),. Elle est réélue au second tour (en deuxième position des quatre candidats restants) le 27 novembre 2016 pour un second mandat,, après être arrivée huitième du premier tour.
Esseulée à la suite d'un conflit avec le préfet de la Sarine et d'une affaire de fuite de documents, elle démissionne du Conseil d'État le 8 novembre 2017 pour la fin avril 2018. Quelques jours plus tard, le Grand Conseil vote de justesse la levée de son immunité. En octobre 2019, le Ministère public fribourgeois annonce le classement de la procédure pour violation du secret de fonction qui la visait. Il estime qu'elle a agi en conformité avec la « sauvegarde d'intérêts légitimes »,.

#### Profil et bilan
Elle est populaire, mais jugée sévèrement par la classe politique. Le jour de sa démission, elle déclare y avoir peu de soutien. Les socialistes critiquent pour leur part un positionnement trop à droite sur certains sujets. Elle-même se déclare « relativement libérale, y compris pour l'écologie ».
Qualifiée de spontanée, indépendante d'esprit ou atypique, elle se voit reprocher une certaine légèreté voire désinvolture dans sa communication et son attitude,,. Interrogée en 2011, elle se reconnaît un « côté fonceur » et un « penchant autoritaire ». Le chef du groupe démocrate-chrétien au Grand Conseil déclare en 2018 qu'elle n'était pas des plus diplomates. Son énergie et sa maîtrise des dossiers sont en revanche salués par tous les chefs de groupe interrogés.